# Egira simplex
Egira simplex är en fjärilsart som beskrevs av Walker 1865. Egira simplex ingår i släktet Egira och familjen nattflyn. Inga underarter finns listade i Catalogue of Life.